# Kounov (Rakovníki járás)
Kounov település Csehországban, Rakovníki járásban. Kounov Tuchořice, Domoušice, Deštnice, Janov, Milostín és Mutějovice településekkel határos. Lakosainak száma 552 fő (2024. január 1.).

## Népesség
A település lakosságának változását az alábbi diagram mutatja:
| Lakosok száma | 905  | 1032 | 980  | 709  | 577  | 489  | 567  | 574  | 556  | 552  |
|               | 1869 | 1890 | 1921 | 1950 | 1980 | 2001 | 2017 | 2019 | 2022 | 2024 |